# Hospitalsmedhjælper
Hospitalsmedhjælpere (også kaldet hospitalsserviceassistenter) er servicemedarbejdere ansat på sygehuse og sygehusapoteker, som udfører diverse serviceopgaver.
På sygehusene arbejder hospitalsmedhjælpere bl.a. med rengøring, sengeopredning og forplejning af patienter. På sygehusapotekerne beskæftiger hospitalsmedhjælperne sig hovedsageligt med den teknisk-praktiske fremstilling af lægemidler under ledelse af sygehusapotekernes ledende farmakonomer.
Nogle hospitalsmedhjælpere er ufaglærte; andre har gennemgået den 2-årige teknisk-praktiske erhvervsuddannelse til hospitalsserviceassistent.

## Eksterne kilder og henvisninger
- UddannelsesGuidens information om uddannelsen til hospitalsserviceassistent Arkiveret 7. januar 2008 hos  Wayback Machine
- UddannelsesGuidens information om arbejdet som hospitalsserviceassistent Arkiveret 24. oktober 2007 hos  Wayback Machine

| Apoteksvæsen | Spire Denne artikel om apoteksvæsen er en spire som bør udbygges. Du er velkommen til at hjælpe Wikipedia ved at udvide den. |